# Dysdera kusnetsovi
Dysdera kusnetsovi là một loài nhện trong họ Dysderidae.
Loài này thuộc chi Dysdera. Dysdera kusnetsovi được miêu tả năm 1989 bởi Dunin.